# 内藤長頼
内藤 長頼（ないとう ながより）は、江戸時代中期の信濃国高遠藩の世嗣。官位は従五位下・土佐守。

## 略歴
岡部藩の世嗣（元禄14年（1701年）に家督を継ぐ）安部信峯の三男として誕生した。母は秋月種信の娘・マツ。
元禄10年（1697年）、内藤清枚の養嗣子となり徳川綱吉に御目見した。元禄13年（1700年）に叙任されたが不行跡のため、元禄16年（1703年）に廃嫡され、実家の安部家に戻った。代わって、旗本・米津家から清行が養子に迎えられた。